# サント＝クロワ＝アン＝ジャレ
サント＝クロワ＝アン＝ジャレ （Sainte-Croix-en-Jarez）は、フランス、オーヴェルニュ＝ローヌ＝アルプ地域圏、ロワール県のコミューン。

## 歴史

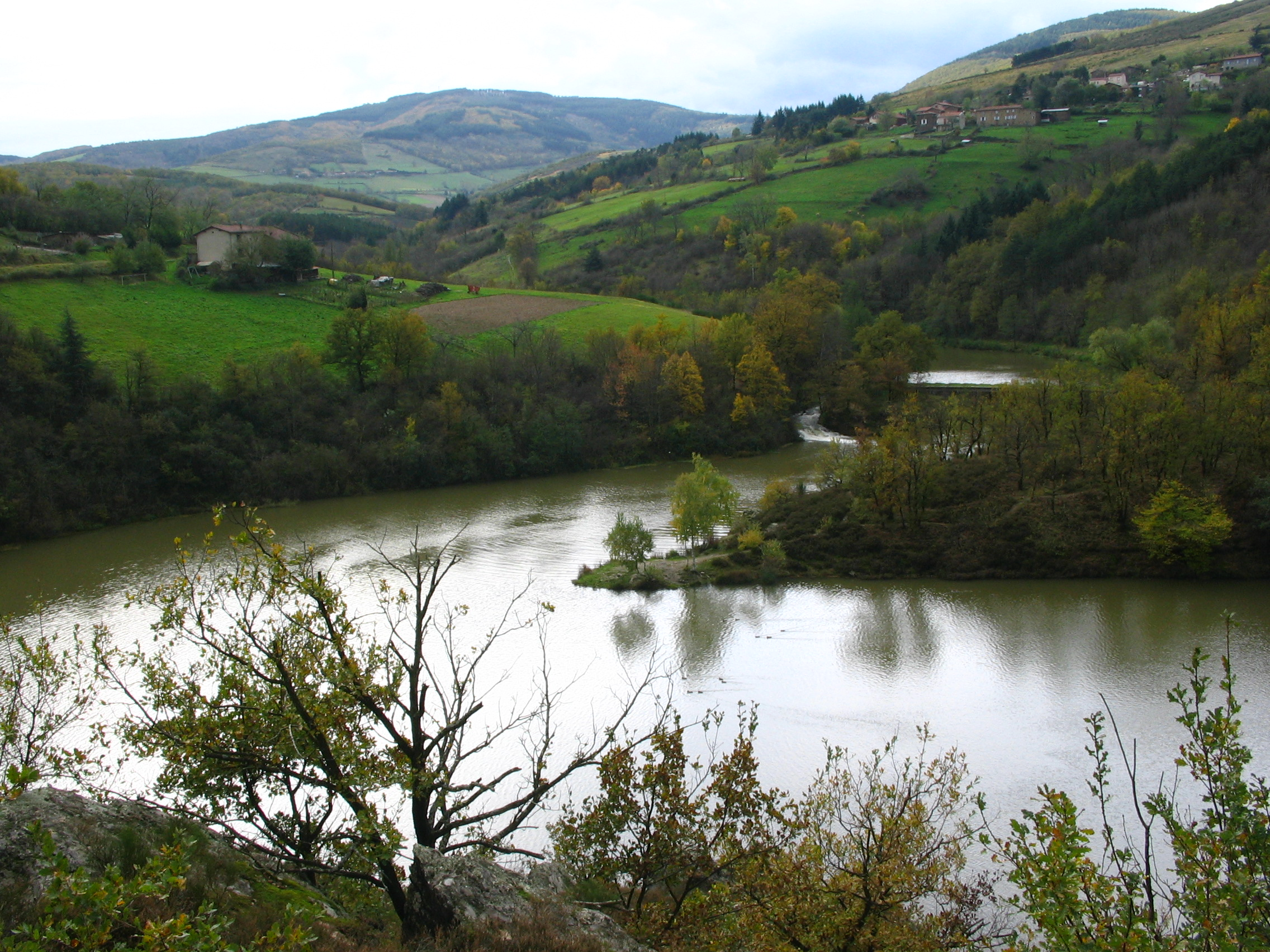
クゾン川

1280年、ギヨーム・ド・ルシヨンの未亡人ベアトリクス・ド・ラ・トゥール・デュ・パンによって修道院が建立された。ギヨーム・ド・ルシヨンは1275年にエルサレム王国の首都サン・ジャン・ダクル（現在のアッコン）へ送られ、1277年6月8日に発生したシャルル・ダンジューのクーデターによって消息を絶っていた。彼女は祈りによって自身の記憶を貴ぼうとした。そのため、自身の叔父の1人が入会していたシャルトルーズ会の修道会に沿うようにしたのである。
彼女は現在のシャトーヌフの村の位置に、封土として要塞を所有していた。そこはクゾン川とジエ川の合流地点で、オーヴェルニュからローヌ川谷へ向かう道の戦略的岐路となっており、修道院を建立することとなった場所からおよそ10kmの範囲内にあった。
フランス革命は全てをひっくり返した。現在の教区教会はこの時も今と同じ場所にあった。司祭や兄弟たちの共同体は1792年まで存続していたが、その後国有財産として押収された。修道院は1794年に競売にかけられ、地元の世帯が内部に定住できるよう44分割した。ブルボン王政復古後、シャルトルーズ会は資産を取り戻そうとしなかった。44家族とそれぞれ交渉する必要があったからだ。しかしジエ川谷の産業化が始まると、孤立を必要とする修道士たちにとって情勢は非常に不確かとなった。修道院はサント・クロワ・アン・パヴザン修道院の名で村に残った。パヴザンとは隣接するコミューンの名である。1888年にコミューンとして分離し、サント＝クロワ＝アン＝ジャレとなった。1840年、中庭に面した回廊は荷車の往来を容易にするため破壊された。この時代に創建者ベアトリクスの部屋も、崩壊の恐れがあったため壊された。創建時からある石のヴォールトは、解体されて木枠に置き換えられた · 
 · 
 · 
 ·  · 
 · 
。

## 人口統計
| 1962年 | 1968年 | 1975年 | 1982年 | 1990年 | 1999年 | 2005年 | 2014年 |
| ------ | ------ | ------ | ------ | ------ | ------ | ------ | ------ |
| 295    | 274    | 310    | 342    | 329    | 351    | 405    | 449    |

参照元:1962年から1999年までは複数コミューンに住所登録をする者の重複分を除いたもの。それ以降は当該コミューンの人口統計によるもの。1999年までEHESS/Cassini、2006年以降INSEE。

## ギャラリー

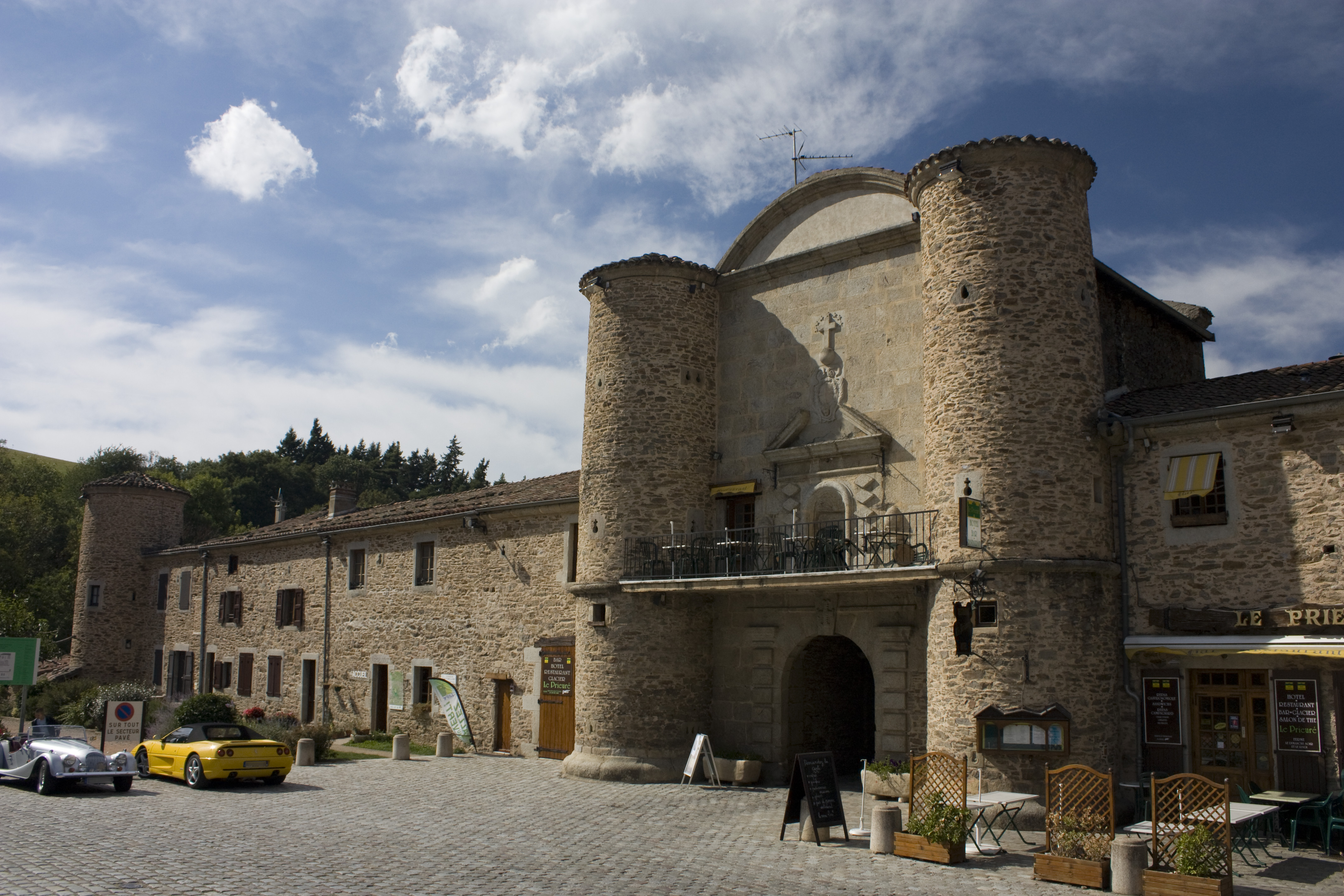
かつての修道院の正面玄関
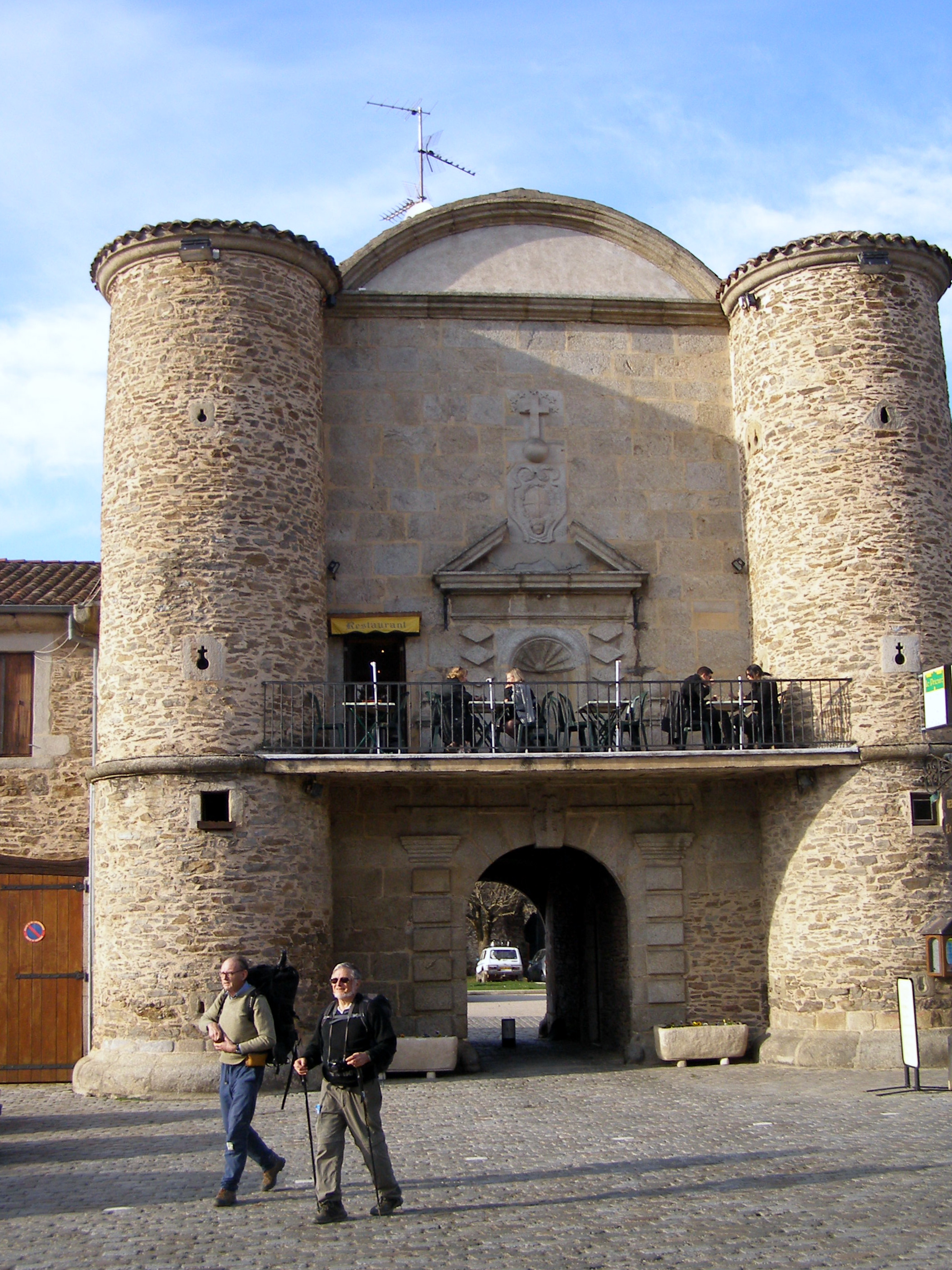
記念碑的な玄関
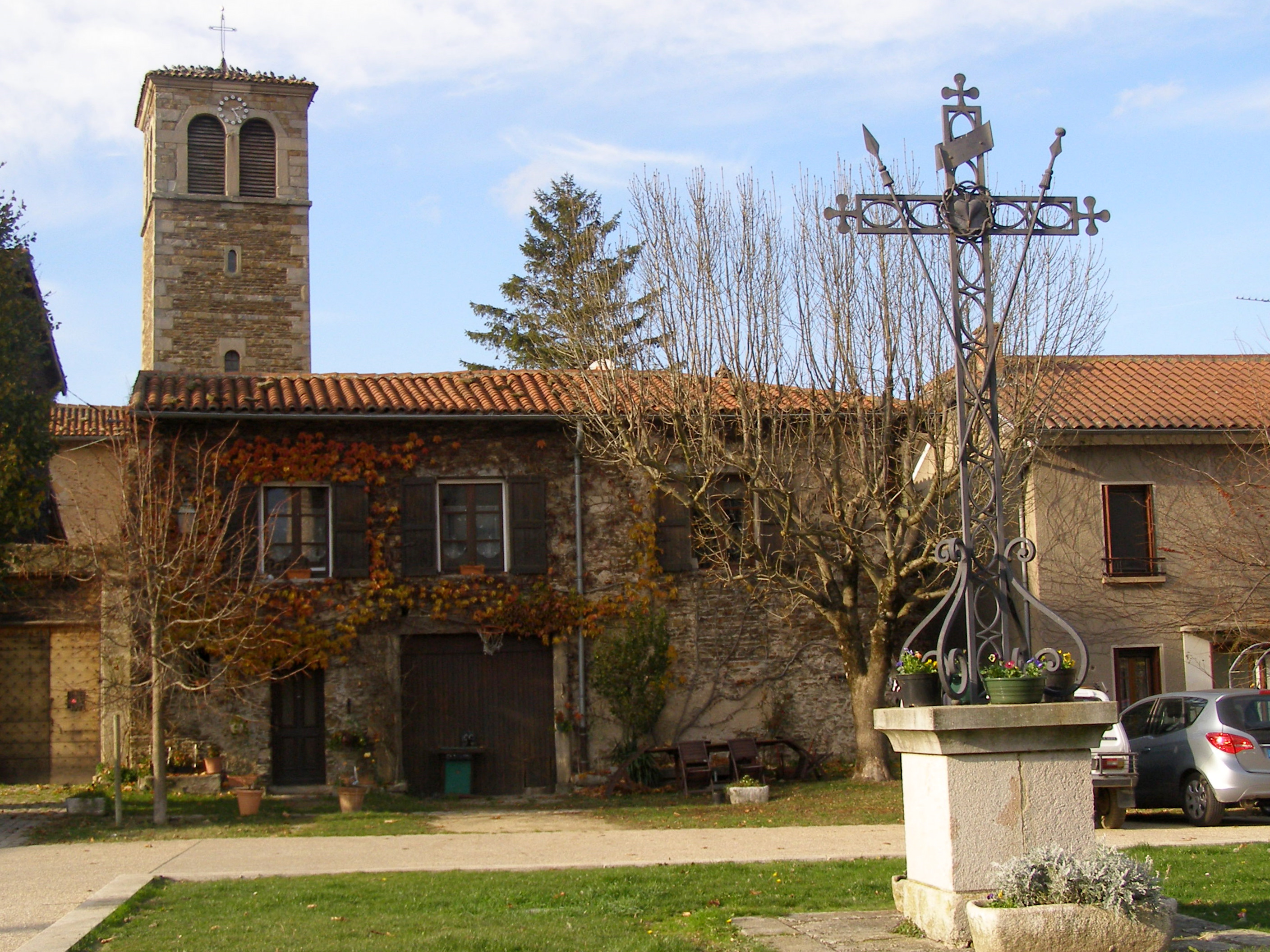
2か所ある中庭の1つと鐘楼
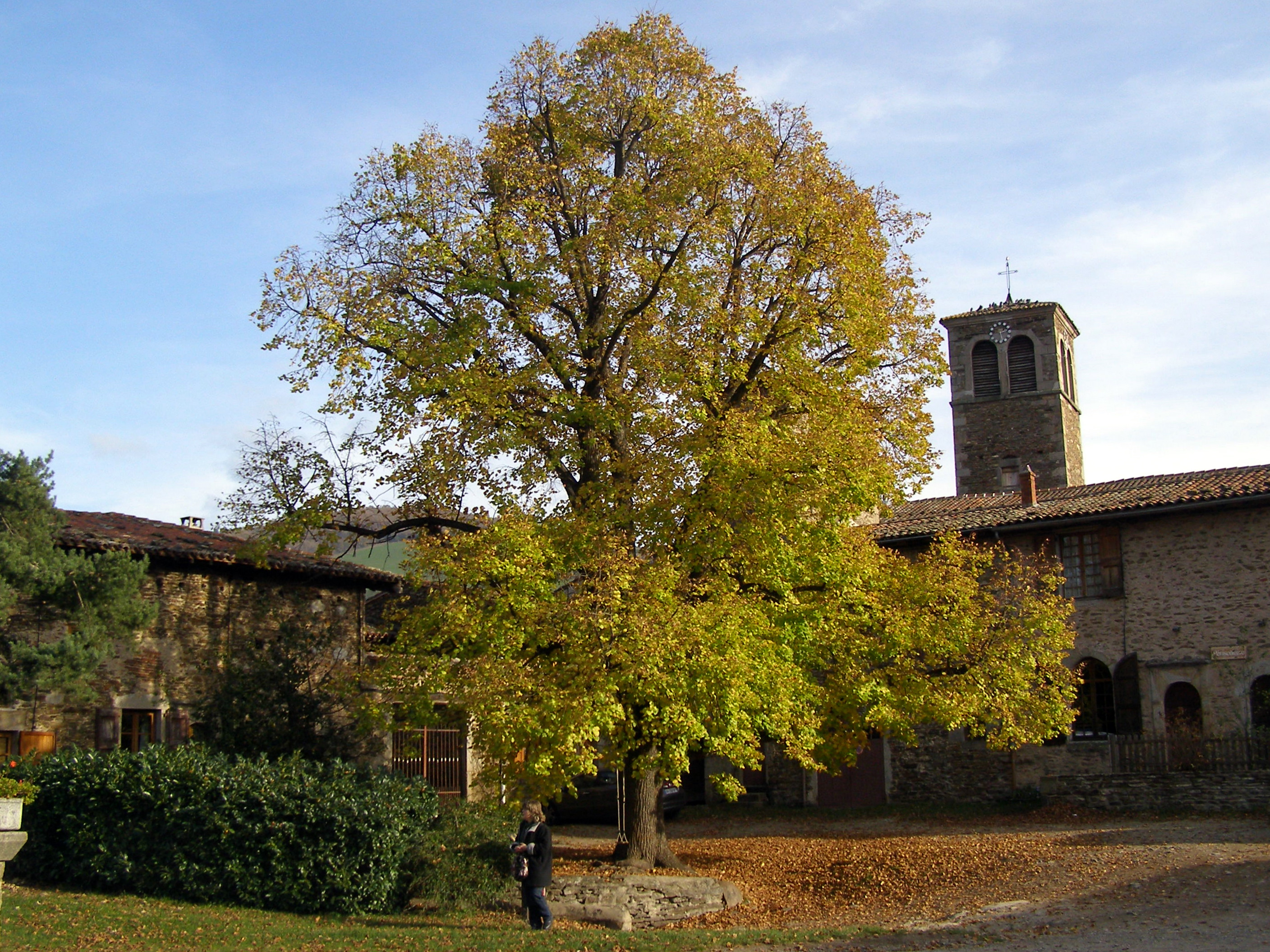
秋の中庭
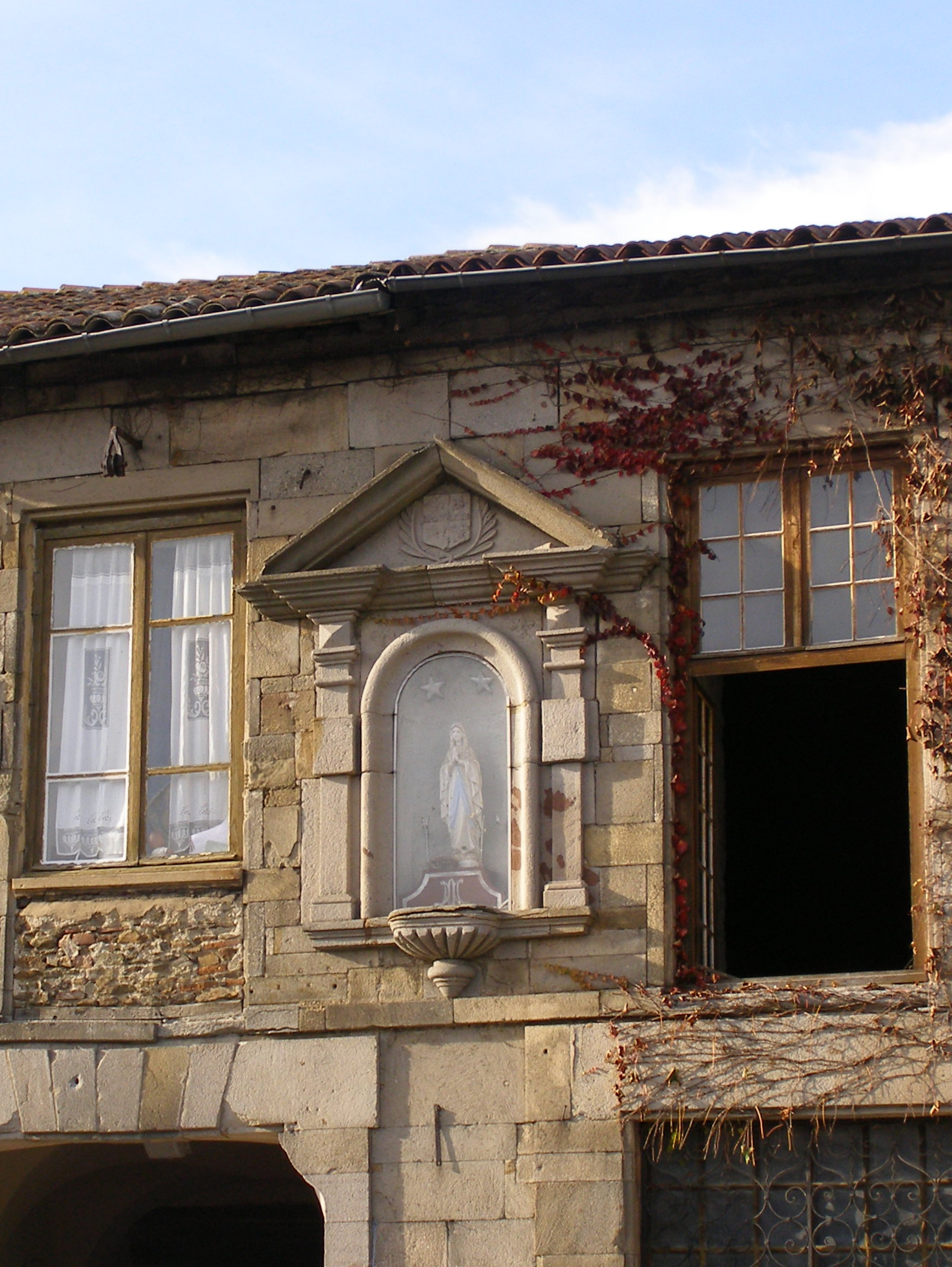
美しいファサード